# Disparia
Disparia is een geslacht van vlinders van de familie tandvlinders (Notodontidae).

## Soorten
- D. abraama Schaus, 1928
- D. diluta Hampson, 1910
- D. nigrofasciata Wileman, 1910
- D. obliquiplaga Moore, 1879
- D. sundana Roepke, 1944
- D. variegata Wileman, 1910